# Джин в мікрорайоні
«Джин в мікрорайоні» («Cin Mikrorayonda») — радянський художній фільм 1985 року, знятий режисером Октаєм Миркасимовим на кіностудії «Азербайджанфільм».

## Сюжет
Коректор видавництва Рустам Агаєв знаходить старовинну посудину-світильник, в якій мешкав Джинн-практикант, посланий із царства духів на Землю для служіння людям.

## У ролях
- Откам Іскендеров — Рустам (дублював Леонід Бєлозорович)
- Рашид Махмуд-заде — Джи (дублював Володимир Ферапонтов)
- Наталія Тагієва — Майя (дублювала Ірина Губанова)
- Тофік Мірзоєв — Сулейман ібн-Давуд (дублював Олександр Бєлявський)
- Ельданіз Расулов — Фуад (дублював Станіслав Захаров)
- Раміз Азізбейлі — Тофік (дублював Валентин Грачов)
- Омір Нагієв — Рауф (дублював Анатолій Вєдьонкін)
- Фікрет Мамедов — Микаїл (дублював Андрій Гриневич)
- Сіявуш Аслан — Афлатун (дублював Віктор Філіппов)
- Гамлет Курбанов — Даміров (дублював Юрій Саранцев)
- Яшар Нурі — Азер (дублював Рудольф Панков)
- Расім Балаєв — Алі (дублював Володимир Гусєв)
- Мухтар Манієв — Раміз (дублював Данило Нетребін)
- Гюльшан Курбанова — дружина Дамірова
- Дадаш Казімов — батько
- Садая Мустафаєва — мати
- Нізамі Мусаєв — Теймур
- Нюбар Новрузова — дівчина
- Гюмрах Рагімов — пасажир
- Севіндж Новрузова — епізод
- Сабір Новрузов — епізод
- Рухандіз Аллахвердієва — епізод
- Мухтар Авшаров — Рухані
- Мустафа Сулейманов — епізод
- Мансур Мамедов — колега Рустама
- Шамсі Шамсізаде — знайомий Рустама

## Знімальна група
- Режисер — Октай Миркасимов
- Сценарист — Ельденіз Гулієв
- Оператор — Амін Новрузов
- Композитор — Рафік Бабаєв
- Художник — Рафік Насіров